# Мартен Калеев
Мартен Калеев е български писател, журналист, публицист, педагог и общественик.

## Биография
Роден е на 18 август 1958 г. в град Вършец, област Монтана. Придобива бакалавърска степен по журналистика и магистратури по икономика, информатика и информационни технологии. Работи в сферата на културата, образованието и в частния бизнес. През 1987 година е назначен за редактор в отдел „Култура“ на областния всекидневник в. „Септемврийско дело“, преименуван по късно в „Дело“. Като завеждащ отдел „Култура“ на областния вестник „Дело“ създава рубриките „Поетична сряда“ и „Пътуване в делника“, чрез които са публикувани творбите на десетки млади и утвърдени автори. Създател е на специализирано издание за култура и бизнес „Риск магазин“. Автор е на стотици публикации и разработки на икономическа, културна, образователна, педагогическа тематика, включително и по теми, свързани с информационните технологии. Негови разкази, новели, есета, стихове, импресии, фейлетони, хайку, романи и други са публикувани в авторитетни национални литературни издания и са излъчвани по БНТ и БНР. Превеждани са на английски, руски, японски и са публикувани в Англия, Канада, Русия, САЩ и други. Основател е на клуба на независимите мислещи хора за развитие на гражданско общество „Брод“ – Монтана. Член е на Съюза на българските писатели и председател на Дружеството на писателите в Монтана. Главен редактор е на алманах „Огоста“, годишно издание на Дружеството на писателите от област Монтана и на община Монтана.
Инициатор за наградите „Лъчезар Станчев“ (за сонет) – Вършец, на Националната литературна награда „Иван Давидков“ (за цялостно творчество).

## Творчество

### Сборници с разкази
- „Очите на жаждата“ (1998)
- „Лудница`5“ (2000)
- „Обещанието на Данте“ (2002)
- „Капан за светулки“ (2004)
- „Монолози“ (2006)
- „Всичко и нищо“ (2020)

### Лирика
- „Шепот / Whisper“ (2004)
- „Тъгата идва привечер“ (2007)

### Публицистика
- „Насрещен бяг“ (2017)

### Романи
- „Градината с разпятието“ (2010)[4]

### Сценарии
- „Сезонът на гнева“
- „Академия за мръсници“ (моноспектакъл)

### Съавторство
- „Книга за учителя по литература за за 6. клас“ (в съавторство със София Ангелова, Деян Янев и Боян Биолчев). София: Анубис – Булвест 2000, 2017.
- „Литература за 6. клас“ (в съавторство със София Ангелова, Деян Янев и Боян Биолчев). София: Анубис – Булвест 2000, 2017.

## Награди
- 1985 – списание „Жената днес“ го награждава за разказа „Оттатък завоя“
- 1988 – КДК – Монтана присъжда първа награда за разказа „Тревожно пътуване“
- 1988 – първа награда от конкурса „Ние и новото време“ за разказа „Див човек“
- 1998 – вестник „Отечествен фронт“ му присъжда награда за разказа „Учени хора“
- 2004 – националният вестник на Министерството на образованието и науката „АзБуки“ му присъжда наградата за разказ – творбата е „Колелото“
- 2006 – Мартен Калеев е лауреат на анонимния конкурс за поезия в рамките на Кулския поетичен панаир – град Кула
- 2009 – носител на званието „Заслужил гражданин на Вършец“[4]
- 2015 – награда на националния писателски вестник „Словото днес“ – София за най-добра публикация през 2014 г. за разказа „Гранично състояние“
- 2015 – носител на първа награда за разказ от ежегодния национален конкурс за учители творци за произведението „Грехът на праведника“ от Анубис – Булвест 2000
- 2018 – носител на званието „Почетен гражданин на град Монтана“ и на почетния знак на града[5]
- 2020 – номинация за Национална награда за чистота на българския език „Д-р Иван Богоров“
- 2020 – почетна грамота за принос към съвременната българска литература от Съюза на българските писатели[6]
- 2021 – носител на първа награда за кратка проза за сборника с разкази „Всичко и нищо“ от Съюза на българските писатели
- 2021 – носител на първа награда в юбилейния Десети национален литературен конкурс за разказ „Дядо Йоцо гледа“ със своето произведение „Шедьовър и истини за 2 лева“[7]
- 2021 – номинация за Националната литературна награда „Йордан Радичков“.[8]